# Subilla walteri
Subilla walteri är en halssländeart som först beskrevs av H. Aspöck och U. Aspöck 1967.  Subilla walteri ingår i släktet Subilla och familjen ormhalssländor. Inga underarter finns listade i Catalogue of Life.